# Daning (köping i Kina)
Daning (kinesiska: 大宁镇, 大宁) är en köping i Kina. Den ligger i den autonoma regionen Guangxi, i den södra delen av landet, omkring 410 kilometer nordost om regionhuvudstaden Nanning. Antalet invånare är 37338. Befolkningen består av 18 025 kvinnor och 19 313 män. Barn under 15 år utgör 24,0 %, vuxna 15-64 år 66 %, och äldre över 65 år 9,0 %.
Genomsnittlig årsnederbörd är 2 331 millimeter. Den regnigaste månaden är maj, med i genomsnitt 365 mm nederbörd, och den torraste är oktober, med 47 mm nederbörd.